# Necpaly
Necpaly – wieś (obec) w północnej Słowacji, w powiecie Martin, w kraju żylińskim.

## Położenie
Wieś położona jest we wschodniej części Kotliny Turczańskiej, u zachodnich podnóży Wielkiej Fatry. Zabudowania wsi rozłożone są u wylotu Doliny Necpalskiej, po obu stronach Necpalskiego Potoku.

## Historia
Pierwsza wzmianka o wsi pochodzi z 1266 r., jednak jak wskazują przypadkowe znaleziska archeologiczne, tereny te zamieszkane były już znacznie dawniej. W katastrze wsi znaleziono m.in. brązowe i złote przedmioty z końca epoki brązu, zaliczane do kultury łużyckiej, zaś u podnóży Brotnicy (836 m n.p.m.) na południe od wsi odkryto ślady osadnictwa z okresu rzymskiego, wiązanego z kulturą puchowską.
Wieś należała początkowo do Necpalskich, a od XVI do XIX w. do rodziny Justhów. Ci drudzy, związani z prądami reformacyjnymi, założyli w Necpalach ewangelicką łacińską szkołę średnią, a później gimnazjum artykularne (istniejące w latach 1592-1834), dzięki czemu wieś stała się głównym ośrodkiem protestantyzmu w Turcu. Już w XVIII w. powstała we wsi papiernia, pracująca do 1924 r., działały też tartak i browar. Mieszkańcy trudnili się rolnictwem i rzemiosłem, natomiast z końcem XIX w. zaznaczyła się intensywna emigracja zarobkowa.
W 1944 r. w czasie słowackiego powstania narodowego w Necpalach mieścił się sztab 5. związku taktycznego wojsk powstańczych. Wieś była ostatnią miejscowością w Kotlinie Turczańskiej, oddaną wojskom niemieckim przez wycofujących się w góry powstańców. Okres ten i liczne ofiary faszystów upamiętnia w Necpalach kilka pomników i tablic pamiątkowych.

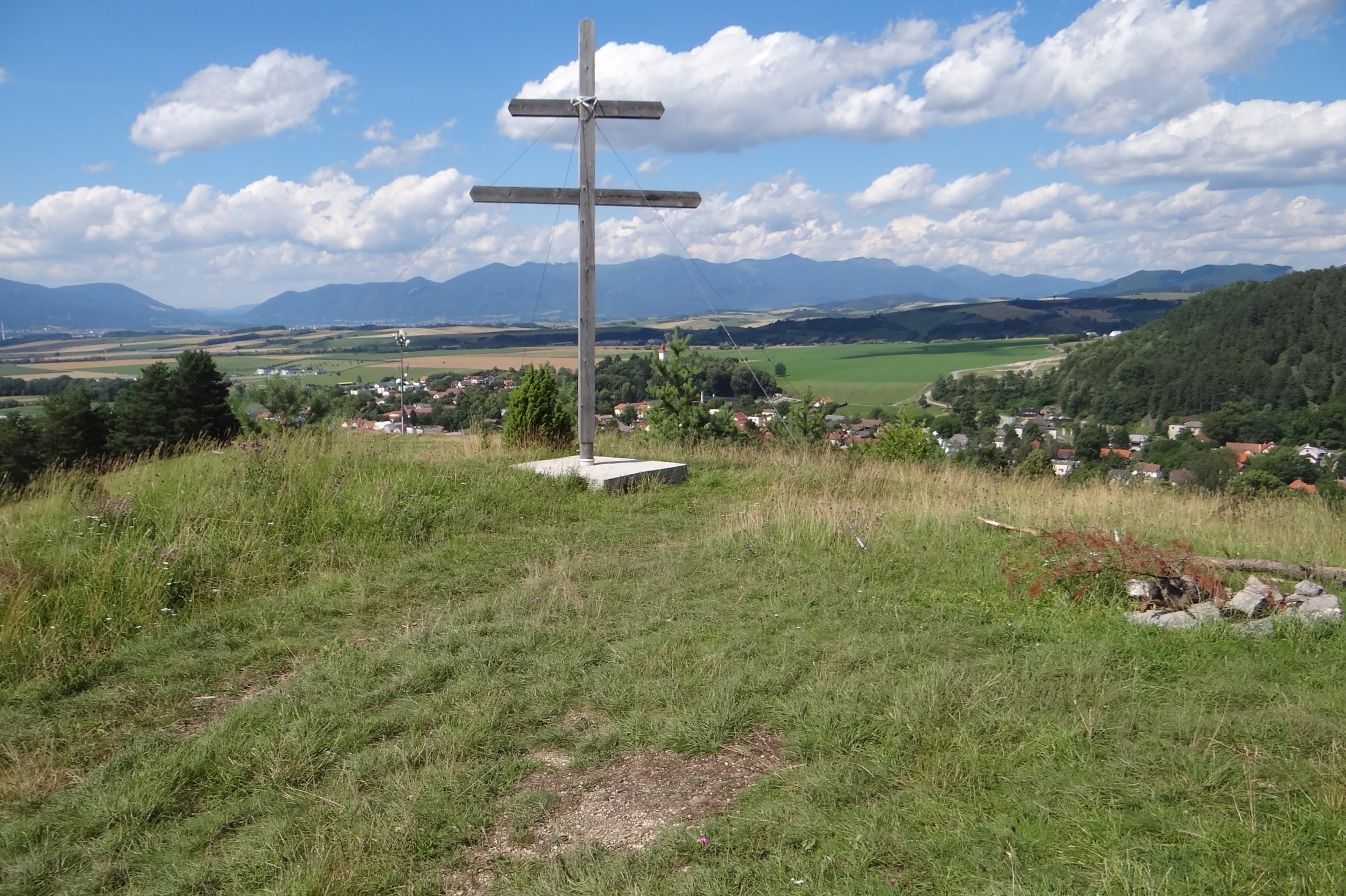
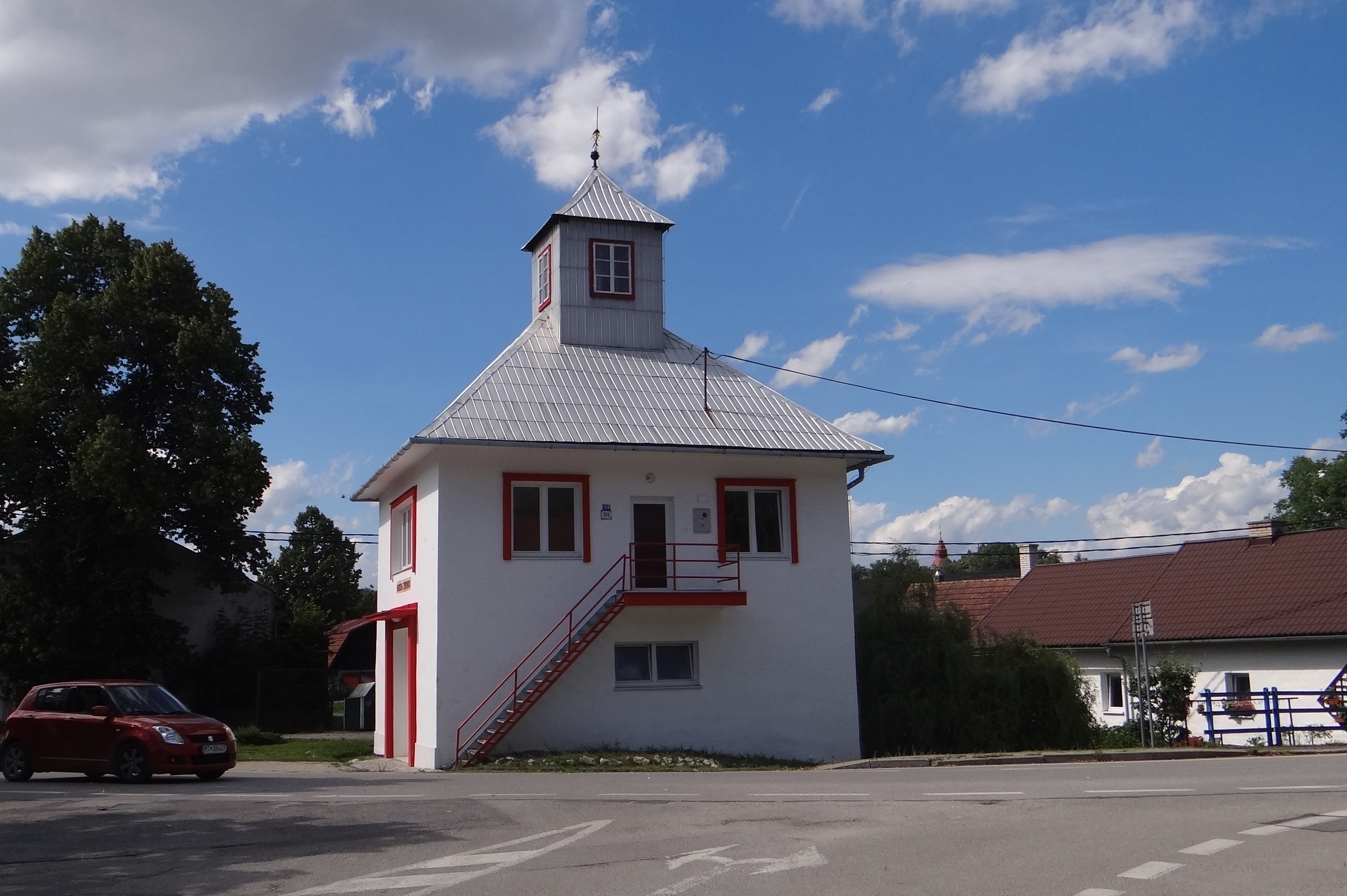
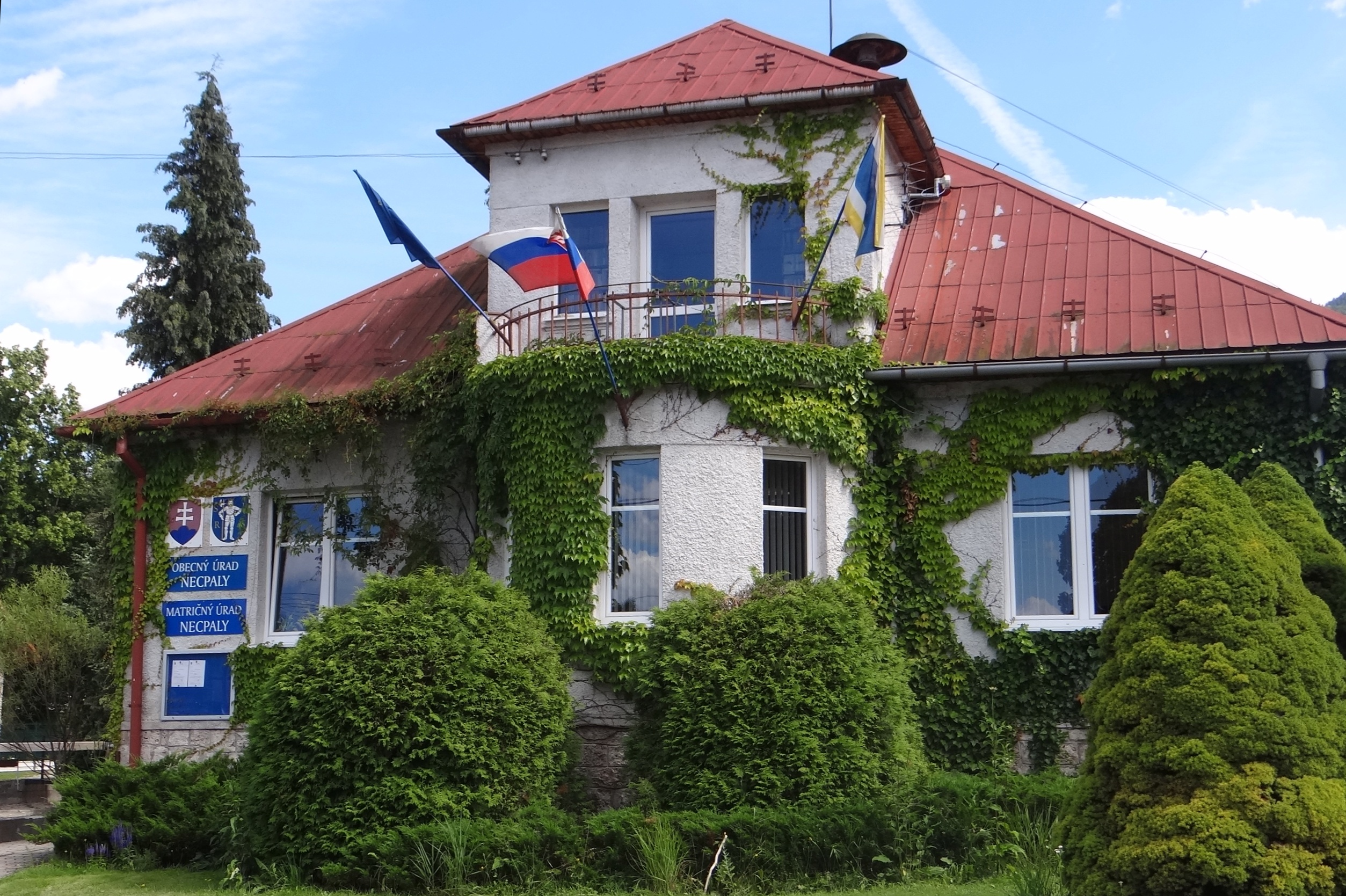
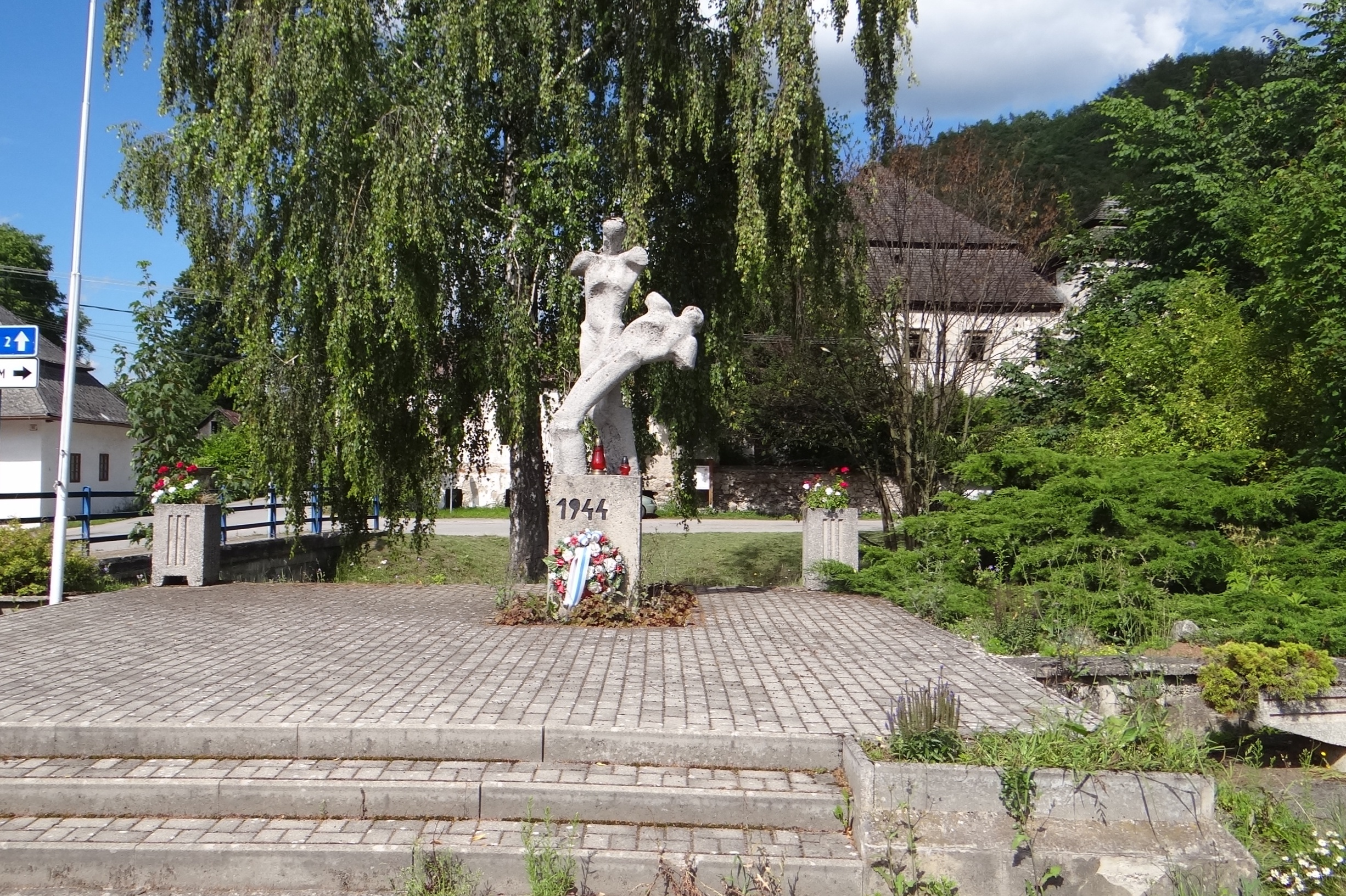
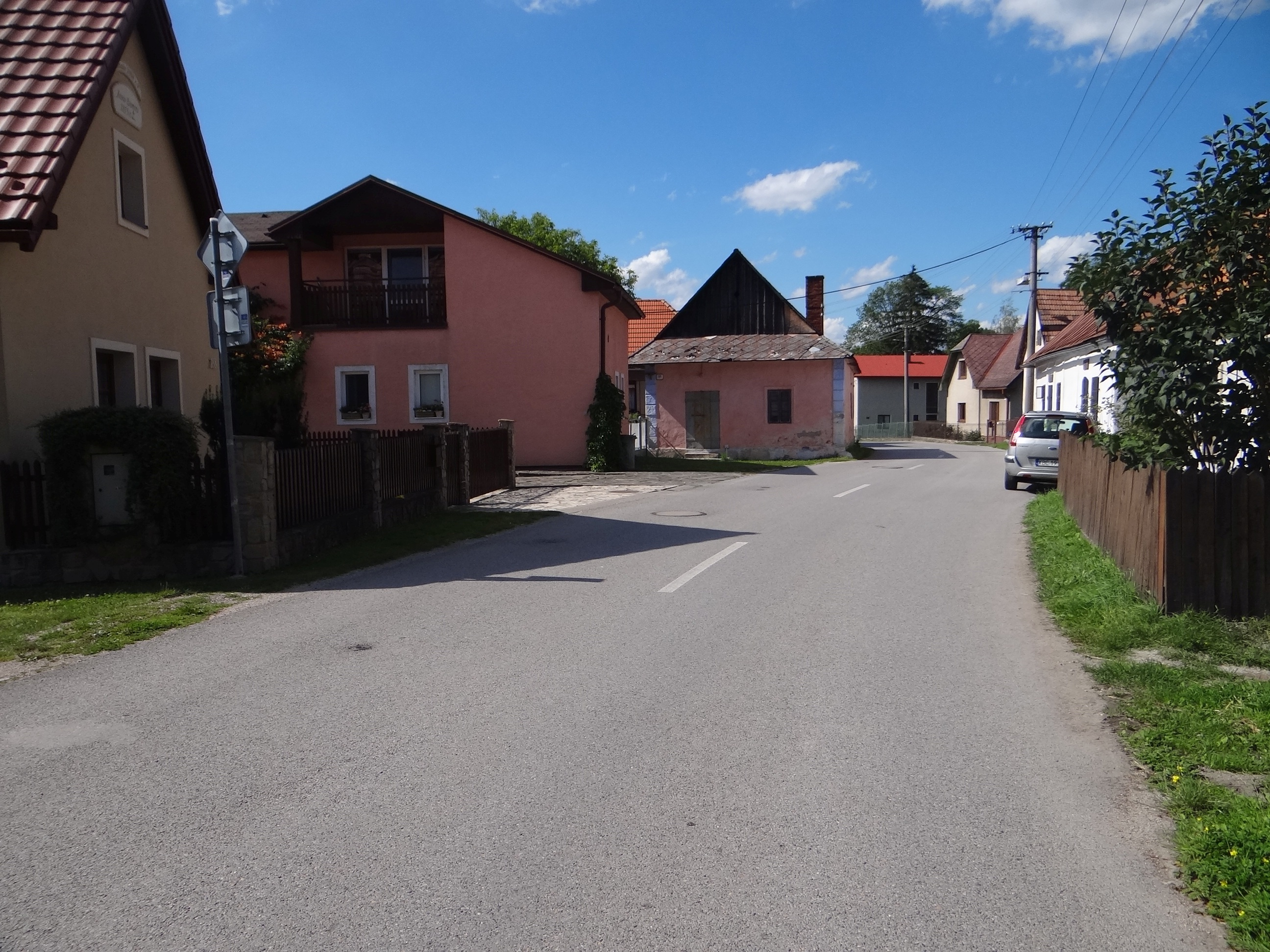
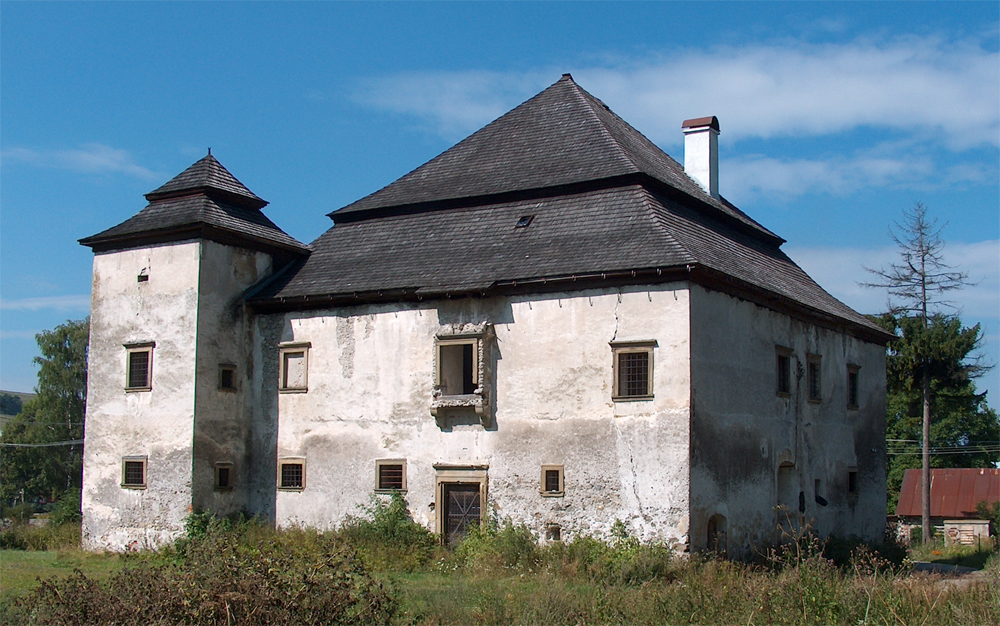
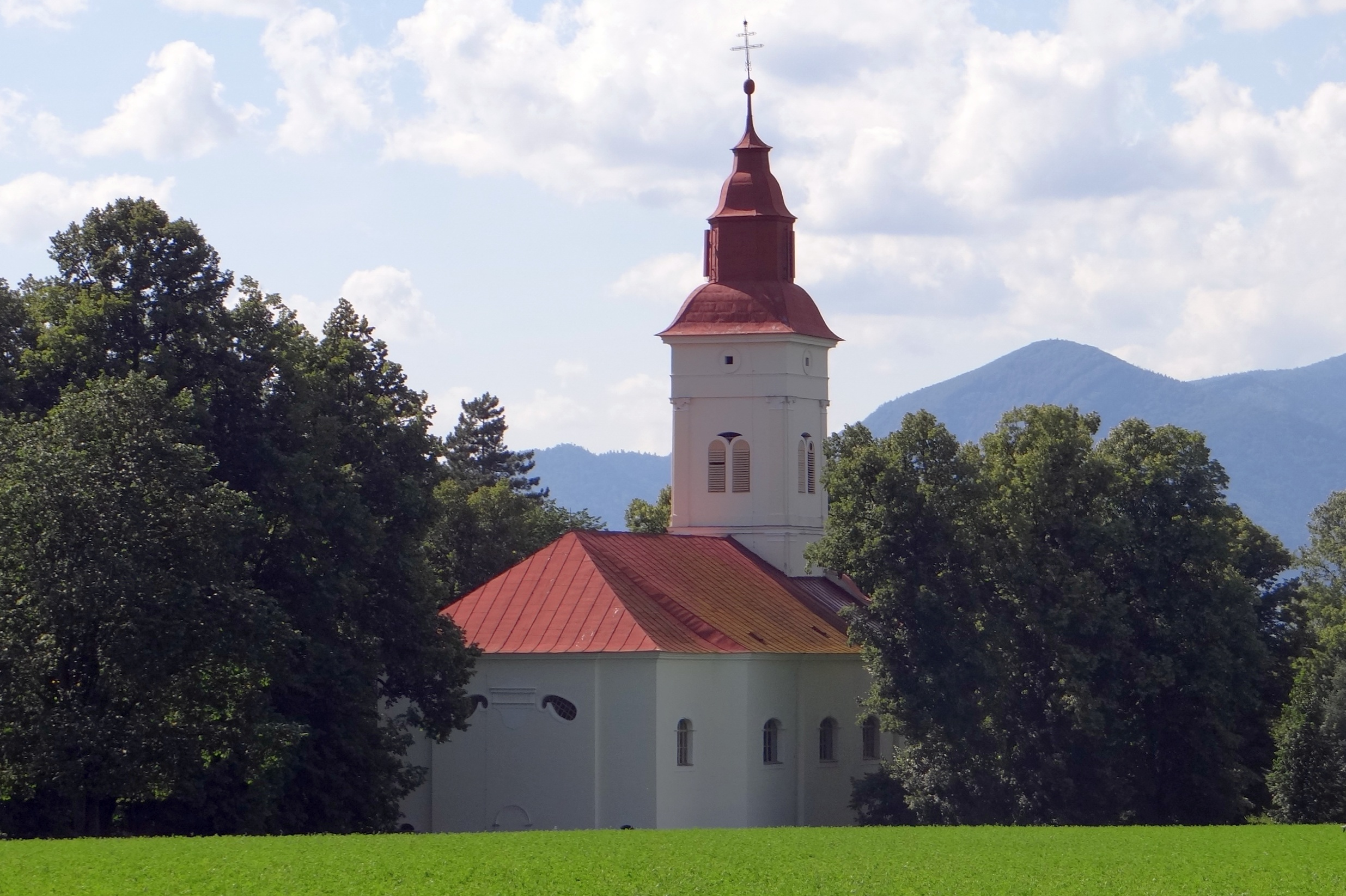